# Primul Congres Mondial de Esperanto
Primul Congres Mondial de Esperanto (esperanto: 1-a Universala Kongreso de Esperanto) a avut loc între 7 și 12 august 1905 în orașul Boulogne-sur-Mer, Franța. Inițiatorul congresului a fost Alfred Michaux, un avocat și șeful unui grup esperantist local. La acest congres au participat 688 de esperantiști din 20 de țări. 

## Cronologia și desfășurarea congresului
Prima întâlnire internațională a esperantiștilor a avut loc cu un an înaintea congresului, în anul 1904 la Calais și a fost un fel de pre-congres, un experiment pentru a vedea dacă un congres esperantist ar fi o idee bună sau nu. Întâlnirea de la Calais nu este considerată congres deoarece nu a fost folosită limba esperanto, participanții întâlnirii comunicând între ei în engleză și franceză. 
Congresul a început sâmbătă: întâi a avut loc o sesiune de deschidere a congresului în teatrul orașului Boulogne-sur-Mer urmat de discursul lui Zamenhof și recitarea poeziei Preĝon sub la Verda Standardo ("Cântec sub steagul verde"). A doua zi, duminica de 8 august, are loc o slujbă catolică în esperanto ținută de starețul Peltier. La prânz este organizată o excursie la Wimereux iar seara participanții la congres se bucură de un concert și de piesa de teatru "Căsătorie involuntară", scrisă de Molière. Luni, 9 august, este o zi importantă pentru esperantiști întrucât în ziua aceea Declarația de la Boulogne este acceptată. În următoarele zile au avut loc explicațiile lui Zamenhof privind pronunția în esperanto. Esperantistul Edmond Privat a adăugat câteva comentarii legate de metodele de propagandă în rândul tineretului iar președintele congresului, Émile Borac, a vorbit despre implementarea esperanto în programa școlară. Congresul s-a încheiat la 12 august 1905, după o călătorie pe coasta Dover.

## 100 de ani de la Primul Congres
În 2005 s-au împlinit 100 de ani de Primul Congres Mondial de Esperanto. Congresul Mondial din 2005 (care a avut loc tot la Boulogne) nu a fost al 100-lea congres, întrucât nu au avut loc congrese în cei 4 ani ai Primului Război Mondial (1914-1918) și în cei 6 ani ai celui de-Al Doilea Război Mondial (1939-1945); în total nu au avut loc congrese esperantiste în 10 ani. Cu ocazia celor 100 de ani de la Primul Congres Internațional de Esperanto, discursul lui Zamenhof din teatrul orașului a fost reprodus. La congresul din 2005 au participat 550 de esperantiști înregistrați și mai mulți neînregistrați.
Al 100-lea congres mondial a avut loc în Lille și a fost unul de sărbătoare pentru esperantiști: au avut loc mai multe ceremonii, un marș memorial și un concert în esperanto.